# Високорейнська залізниця
Високорейнська залізниця (нім. Hochrheinbahn) — залізниця Deutsche Bahn від станції Базель-Бадішер у місті Базель до Констанца на Боденському озері. 
Побудована державними залізницями Великого Герцогства Баден як частина Баденської магістралі, яка прямує вгору за течією Рейну від станції Мангайм-Головний до Констанца. 
Залізниця отримала свою назву від Високого Рейну, долиною якого вона прямує між Базелем і Вальдсгутом і на короткій дільниці в Шаффгаузені.
Лінія тричі перетинає німецько-швейцарський кордон і двічі проходить через територію Швейцарії в межах кантону Базель-Штадт і перетинає основну частину кантону Шаффгаузен. 
Інші дистанції лінії проходять через німецьку землю Баден-Вюртемберг. 
Станція Шаффгаузен спільно належить Deutsche Bahn (DB) і SBB Infrastructure, тоді як лінією всюди управляє DB та частково SBB GmbH і Thurbo.

## Історія
Високорейнська залізниця відкрита 4 лютого 1856 року від Базель-Бадішер до Бад-Зеккінгену та продовжена до Вальдсгут-Тінген 30 жовтня 1856 року. 
Потім будівництво на деякий час зупинилося, але 15 червня 1863 року вся лінія до Констанца була завершена. 
Тим часом, 18 серпня 1859 року відкрито залізницю Тургі — Кобленц — Вальдсгут, яка сполучена зі швейцарською залізничною мережею через Рейн у Кобленці. 
1 липня 1871 року Швейцарська північно-східна залізниця (NOB) відкрила дистанцію Озерної лінії між Романсгорном і Констанцом. 
17 липня 1875 року Швейцарська національна залізниця (SNB) відкрила залізницю Вінтертур — Ецвілен, залізницю Ецвілен — Констанц/Кройцлінген-Гафен та залізницю Ецвілен — Зінген, які сполучаються з Високорейнською залізницею у Констанці та Зінгені відповідно.
Вся лінія — включно з дистанціями на території Швейцарії — належала за договором Баденській державній залізниці та все ще належить Deutsche Bahn. 
Договір 1852 року дозволяє Швейцарії повернути право власності на дистанцію на території Швейцарії за п’ять років. 
Хоча ця можливість обговорювалася після Першої світової війни, вона так і не була реалізована. 
Під час Другої світової війни транскордонний рух був сильно обмежений, і військовий транспорт не проходив через Швейцарію. 
У 1944/45 рр. між Базель-Бадішер і Зінген щодня курсували чотири пари пасажирських поїздів. 
У розкладі, однак, прямо вказано: «транзит через кантон Шаффгаузен дозволений лише за паспортом без візи». 
З 8 червня 1945 року по 1 серпня 1953 року інфраструктурою німецьких залізниць у Швейцарії керував довірчий орган, створений Федеральною радою Швейцарії.
У 1873-99 рр. залізничні пороми курсували з Констанца через Боденське озеро до портів Німеччини та Австрії.

## Маршрут
Залізниця прямує вгору за течією Високого Рейну між Базелем і Вальдсгутом. 
Вперше перетинає німецько-швейцарський кордон між Базелем і Гренцах-Віленом. 
На схід від Вальдсгута колії відхиляються від річки та прямують у північно-східному напрямку до долини Клеттгау. 
Він перетинає німецько-швейцарський кордон між Ерцингеном і Тразадінгеном. 
Найвища точка досягається біля Берінгерфельду. 
На східному кінці долини Клеттгау залізниця прямує через Енгі, вузьку долину між Берінгеном і Нойгаузеном. Між Нойгаузеном і Шаффгаузеном залізниця наближається до Високого Рейну і прямує долиною на короткій відстані, перш ніж повернути на північ до станції Шаффгаузен, знову відхиляючись від річки. 
Потім залізниця прямує у північно-східному напрямку та перетинає швейцарсько-німецький кордон між Тайнгеном і Бітінгеном. 
Прямуючи через регіон Гегау, залізниця повертає на південний схід до Зінгена, вздовж західного берега півострова Боданрюк, уздовж Гнадензе частини Нижнього Боденського озера. 
Біля Констанца, його східної кінцевої станції, лінія перетинає Зергайн через Старий Рейнський міст.
Вздовж мальовничого маршруту уздовж річки розташовані міста з історичними центрами, такі як Райнфельден, Лауфенбург, Вальдсгут, Шаффгаузен, Радольфцелль і Констанц. 
На маршруті також можна побачити Рейнський водоспад.

## Інфраструктура
З 1987 року більша частина маршруту двоколійна; лише дистанція між Вальдсгутом і Ерзінгеном і дуже коротка дистанція в Констанці, між Констанц-Петерсгаузен і станцією Костанц, є одноколійною. 
На дистанції між Лауфенбургом і Мургом прокладена друга колія кілька років тому.
Лінія має довжину 143 км і стандартну колію. 
Станом на 2024 рік лінія між Базель-Бадішер та Ерзінгеном не електрифікована, тоді як решта лінії (між Ерзінгеном та Констанцом) електрифікована на 15 кВ 16,7 Гц змінного струму, що подається від повітряної лінії . 
До землі Баден-Вюртемберг і кантону Шаффгаузен звернулися з проханням профінансувати електрифікацію частини залізниці між Базель-Бадішер і Шаффгаузен. 
У 2013 році дистанцію між Ерцінгеном і Шаффгаузеном було електрифіковано. 
Найближчим часом планується електрифікувати всю лінію. 

## Операції

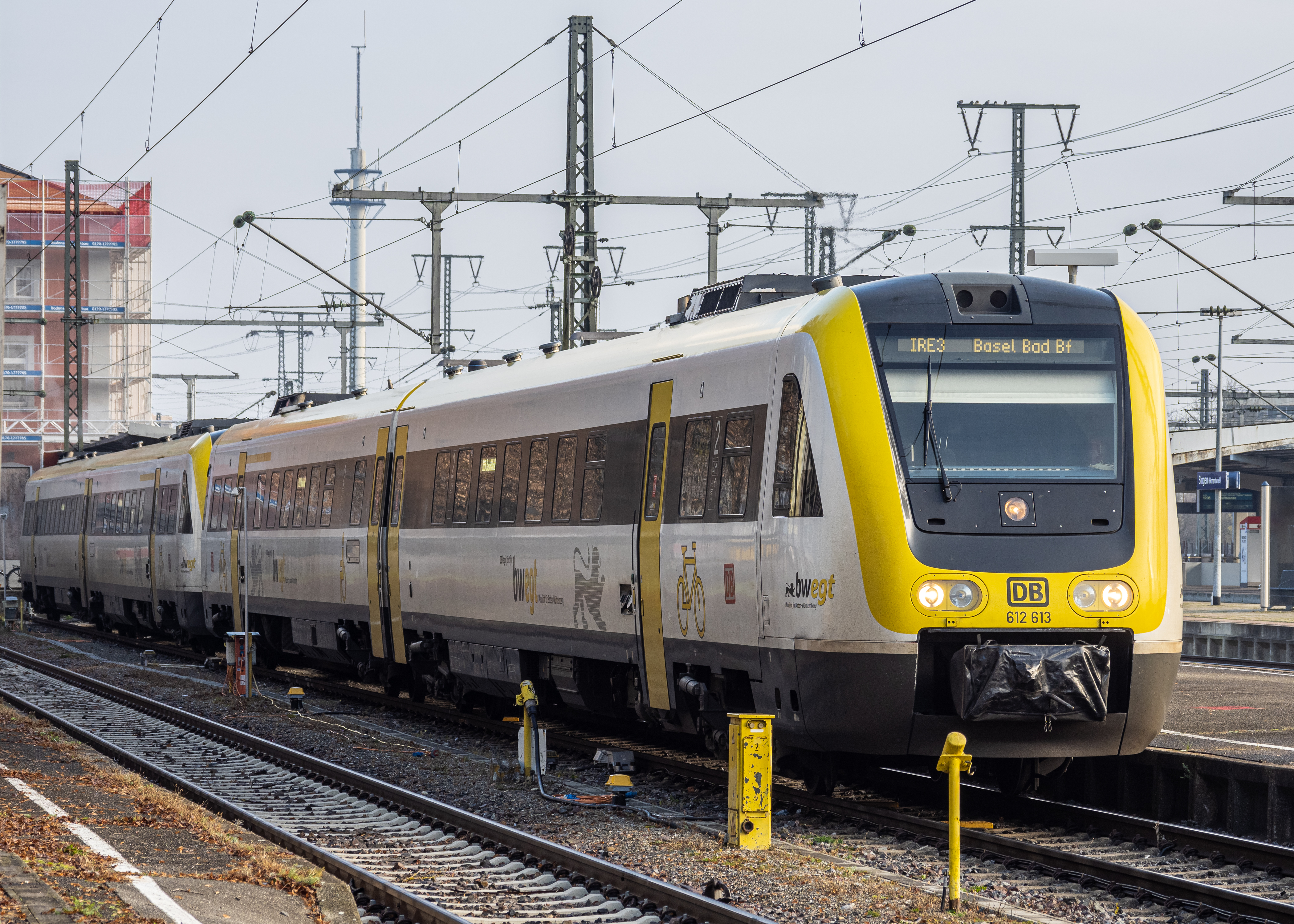
Дизельний потяг (class 612, поїзд із кузовом, що нахиляється) bwegt, який працює на IRE3 до Базель-Бадішер

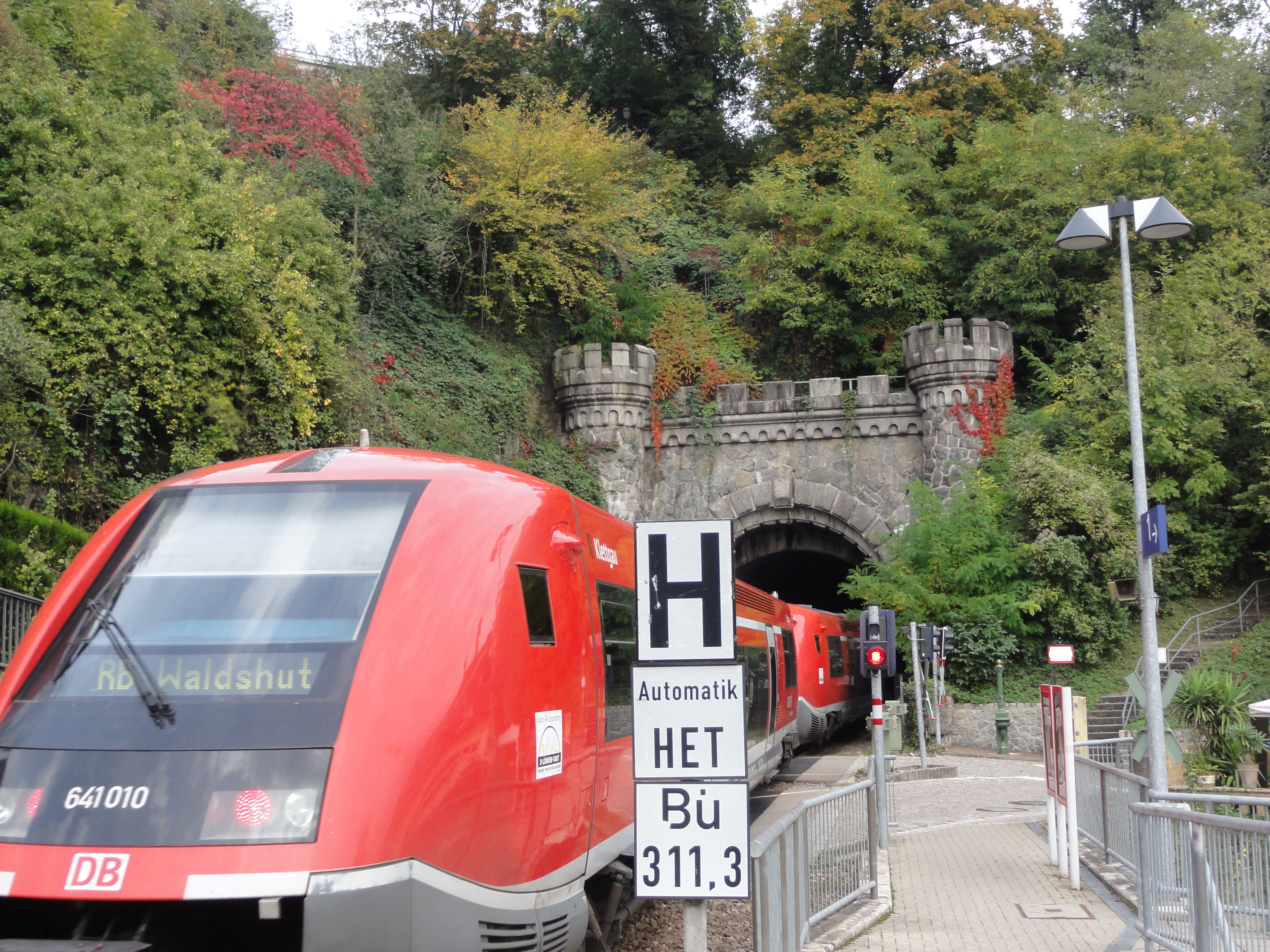
Class 641 що працює як RB30), в'їжджає в Раппенштайнський тунель поблизу Лауфенбурга (Баден)

До 1990-х років швидкісні потяги курсували від Базель-Бадішер або Фрайбурга до Ліндау-Інзель, та до Мюнхен-Головний. 
Станом на зміну розкладу в грудні 2023 року маршрут обслуговується поїздами Interregio-Express (IRE), RE 3, на маршрутах Базель-Бадішер — Зінген і Базель-Бадішер — Фрідріхсгафен-Гафен (раніше до Ульм-Головний). 
Regionalbahn (RB), RB30, 

курсує щогодини між Базель-Бадішер та Вальдсгут, причому більшість поїздів прямують до Лаухрингена. 
У години пік рейси між Базелем і Вальдсгутом курсують кожні півгодини. 
На цій дистанції використовуються DMU. 
На Базель-Бадішер є пересадки на S6 до Целль і Базель SBB, RB 27 до Карлсруе-Головний і RB 35 до Оффенбурга. 
Більшість цих регіональних служб є частиною тринаціональної міської залізниці Базеля.
Дистанція між Вальдсгутом і Лаухрингеном обслуговується RB 37, який прямує на північ до Вайцен/Штюлінген на Вутахтальбаном. 
S27 Aargau S-Bahn та S36 Zürich S-Bahn використовують коротку дистанцію на схід від Вальдсгута перед перетином Рейну на залізниці Тургі — Кобленц — Вальдсгут.
З 2013 року EMU Thurbo працює як S64 Schaffhausen S-Bahn між Ерцінгеном і Шаффгаузеном. 
Між Шаффгаузеном і Зінгеном вдень курсує більше одного поїзда на годину. 
Ця дистанція обслуговується S62 міської залізниці Шаффхаузен і S24 міської залізниці Цюриха (до 2015 року S22) на додаток до поїздів InterCity (IC) IC 87, що курсують між Цюрих-Головний та Штутгарт-Головний. 
EMU використовуються на цій дистанції з моменту її електрифікації в 1989 році. 
У Шаффгаузені залізниця має сполучення із Райнфальбаном (сполучає її із залізницею Еглізау — Нойгаузен) та Озерною залізницею.
Між Зінгеном і Констанцом працює Regional-Express (RE) RE 2 і SBB GmbH's Seehas (S6). 
У Зінгені вони продовжують рух на північ Шварцвальдбаном. 
У Зінгені залізниця також має сполучення із залізницею Ецвілен — Зінген, яка є історичною залізницею з 2007 року. 
У 1913-66 рр. вона також мала сполучення із нині демонтованим Ранденбаном до Бойрен-Бюслінгена. 
У Радольфцеллі залізниця має сполучення із залізницею Радольфцелль — Менген, яка сполучає її із залізницею Штаринген — Фрідріхсгафен.
Станція Констанц знаходиться біля кордону Німеччини та Швейцарії. 
На південь лінія зливається з Озерною лінією (з розгалуженнями в обох напрямках). На станції Констанц є пересадки на S14 і S44 
St. Gallen S-Bahn, RegioExpress (RE), RE1, а також InterRegio (IR) поїздів Швейцарської федеральної залізниці.
Дистанція між Вальдсгутом і Базелем в основному використовується пасажирами агломерації Базеля. 
Дистанція в кантоні Шаффгаузен, Швейцарія, і прилеглих містах Німеччини має власні служби, якими керують дочірні компанії Швейцарських федеральних залізниць SBB GmbH і THURBO (на додаток до S24). 
Дистанція між Шаффгаузеном і Зінгеном, яка сполучає Геубан і швейцарську залізничну мережу і здійснює значний міжміський пасажирський і вантажний рух. 
На дистанції між Зінгеном і Констанцом місцеві служби працюють як частина Bodensee S-Bahn, тоді як служби IRE сполучаються з Карлсруе.
Міжміське сполучення між Базелем і Герізау через Санкт-Галлен планується почати роботу зі зміною розкладу в грудні 2027 року. 
Ця послуга під назвою Hochrhein-Bodensee-Express (HBE) буде здійснюватися SBB GmbH, німецькою дочірньою компанією Швейцарських федеральних залізниць. Він обслуговуватиме всю Високорейнську залізницю і продовжуватиметься через Озерну залізницю до Романсгорна , а звідти через залізницю Бодензе — Тоггенбург до Герізау. 
Він замінить RE1 (Констанц — Герізау). 
Перш ніж запровадити HBE, дистанцію між Базель-Бадішер та Ерцінгеном буде електрифіковано. 